# Рудник Англо-Саксон
Рудник Англо-Саксон – гірничодобувний майданчик на заході Австралії.
Розробка золоторудного родовища Англо-Саксон почалась не пізніше 1900-х років та тривала до 1915 року. Роботи велись підземним способом, при цьому відомо про наявність шахти глибиною 43 метра. Обсяги видобутку були доволі незначні, так, відомо, що всього з 1897 по 1918 роки на рудному полі Пінджин вилучили 17 тисяч тонн руди та 334 кілограми золота, більшість з яких відносилась саме до Англо-Саксон.
В 1986 – 1987 роках компанія Picon Explorations Pty Ltd провадила обмежену розробку родовища відкритим способом, під час якої видобула 8 тисяч тонн руди та отримала 60 кілограмів золота.
Нарешті, в 2017-му спільне підприємство Hawthorn та Gel Resources Pty Ltd, що мали 70% та 30%  участі відповідно, узялось за повномасштабну розробку. Роботи велись відкритим способом та тривали до початку 2020 року, що дозволило видобути 673 тисячі тонн руди та отримати 1,6 тонни золота. Руду віправляли на переробки на фабрику з вилучення золота копальні Карус-Дам.
Залишкові ресурси, які придатні для підземної розробки, оцінили у 0,8 млн тонн руди та 4,9 тонни золота.